# Angerio da Sant'Eufemia
Angerio o Ansgerio da Sant'Eufemia (Bretagna, XI secolo – Catania, 1124) è stato un vescovo cattolico francese oltre che signore di Catania.

## Biografia
Originario della Bretagna, inizialmente fu priore del monastero benedettino di Sant'Eufemia in Calabria. Nel 1091 venne chiamato da Ruggero I di Sicilia e da papa Urbano II per diventare abate del monastero benedettino di Catania e vescovo della diocesi. Inoltre, Ruggero lo designò quale nuovo signore feudale con pieni poteri sull'intera popolazione di Catania e dei dintorni.
I feudi governati da Angerio andavano da Piazza Armerina a Taormina, da Enna a Mascali. Nel 1094 fu inaugurata la cattedrale di Sant'Agata, simbolo del potere della chiesa sulla città. Ancora oggi i resti del presbiterio dell'antica chiesa sono visibili nella struttura attuale che è stata ricostruita dopo il sisma del 1693, completata solo nel 1734 da Gian Battista Vaccarini che ne disegnò la facciata. Nello stesso periodo, fu affidato ad Angerio il castello di Aci, ristrutturato dai normanni.
Durante il suo episcopato, nel 1106, Simone di Butera donò il cenobio della chiesa di Sant'Andrea a Piazza Armerina e un altare di sant'Agata che si trovava nella villa del Casale alla Basilica del Santo Sepolcro di Gerusalemme. Nella chiesa di Sant'Andrea Angerio fece erigere un altare a sant'Agata e vi collocò un dipinto della martire.